# قسم سرتشهان الريفي (مقاطعة بوانات)
قسم سرتشهان الريفي (بالفارسية: دهستان سرچهان) هي منطقة سكنية تقع في إيران في Sarchehan District. يقدر عدد سكانها بـ 5,002 نسمة .